# Соколово (Селижаровский район)
Соколо́во — деревня в Селижаровском районе Тверской области. Входит в состав Большекошинского сельского поселения.
Находится в 15 километрах к юго-востоку от районного центра Селижарово, рядом с автодорогой «Ржев—Осташков». Расположена в 2 км от реки Волги на впадающем в неё ручье Соколовец.

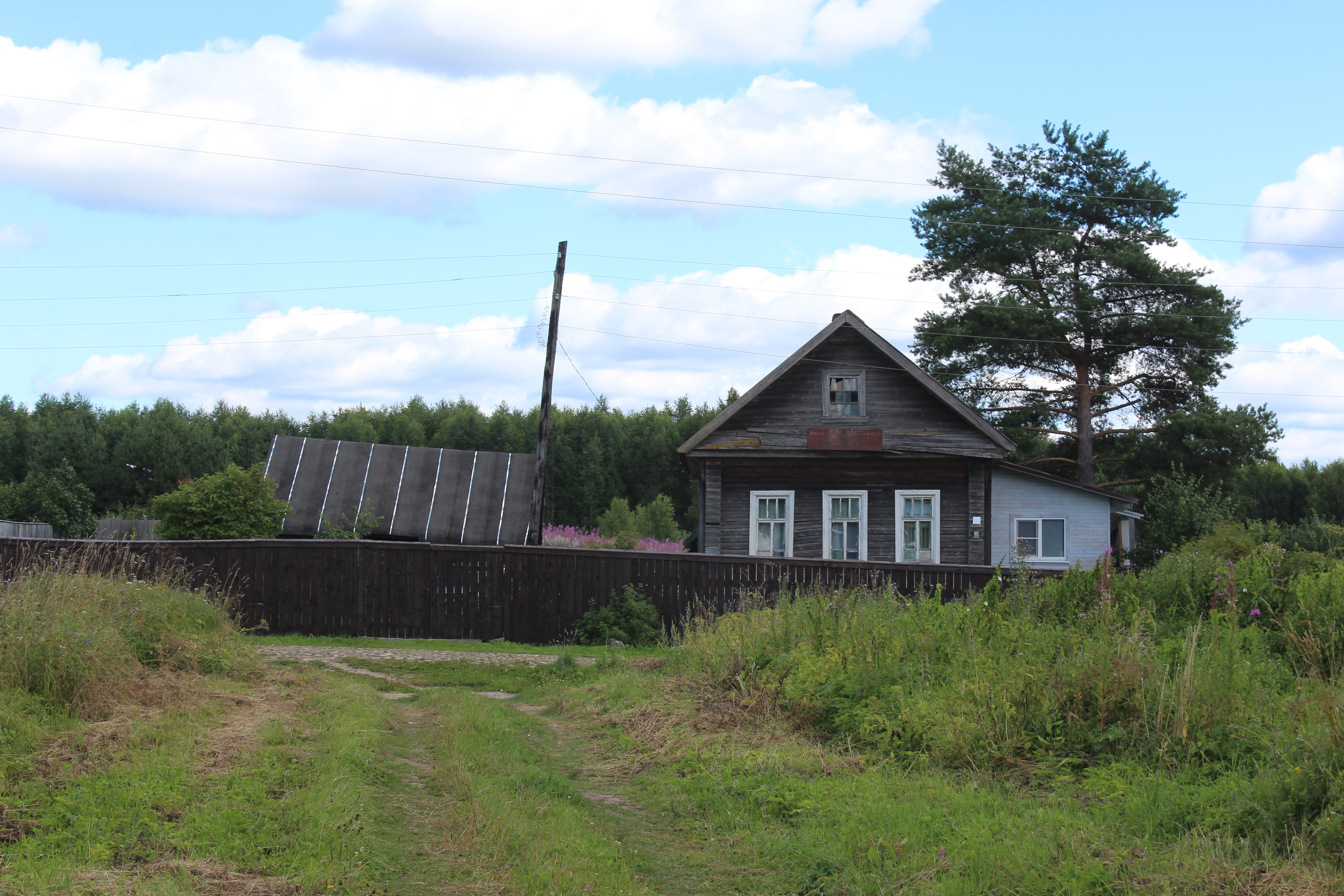
Дом и сарай в деревне Соколово

Население по переписи 2002 года — 17 человек (8 мужчин, 9 женщин).

## История
В 1859 году казённая деревня Соколово Осташковского уезда, на Ржевском тракте, 62 версты от Осташкова, при ручье Соколовском, 24 двора, 173 жителя. Во второй половине XIX — начале XX века деревня Соколово относилась к Талицкой волости и Талицкому приходу Осташковского уезда Тверской губернии. В 1889 году в деревне 31 двор, 216 жителей.
В 1930-е годы деревня была центром сельсовета. В 1940 году в деревне 38 дворов, она в составе Талицкого сельсовета Кировского района Калининской области. Во время Великой Отечественной войны оккупирована в октябре 1941 года, освобождена в январе 1942 года. В деревне братская могила советских воинов.

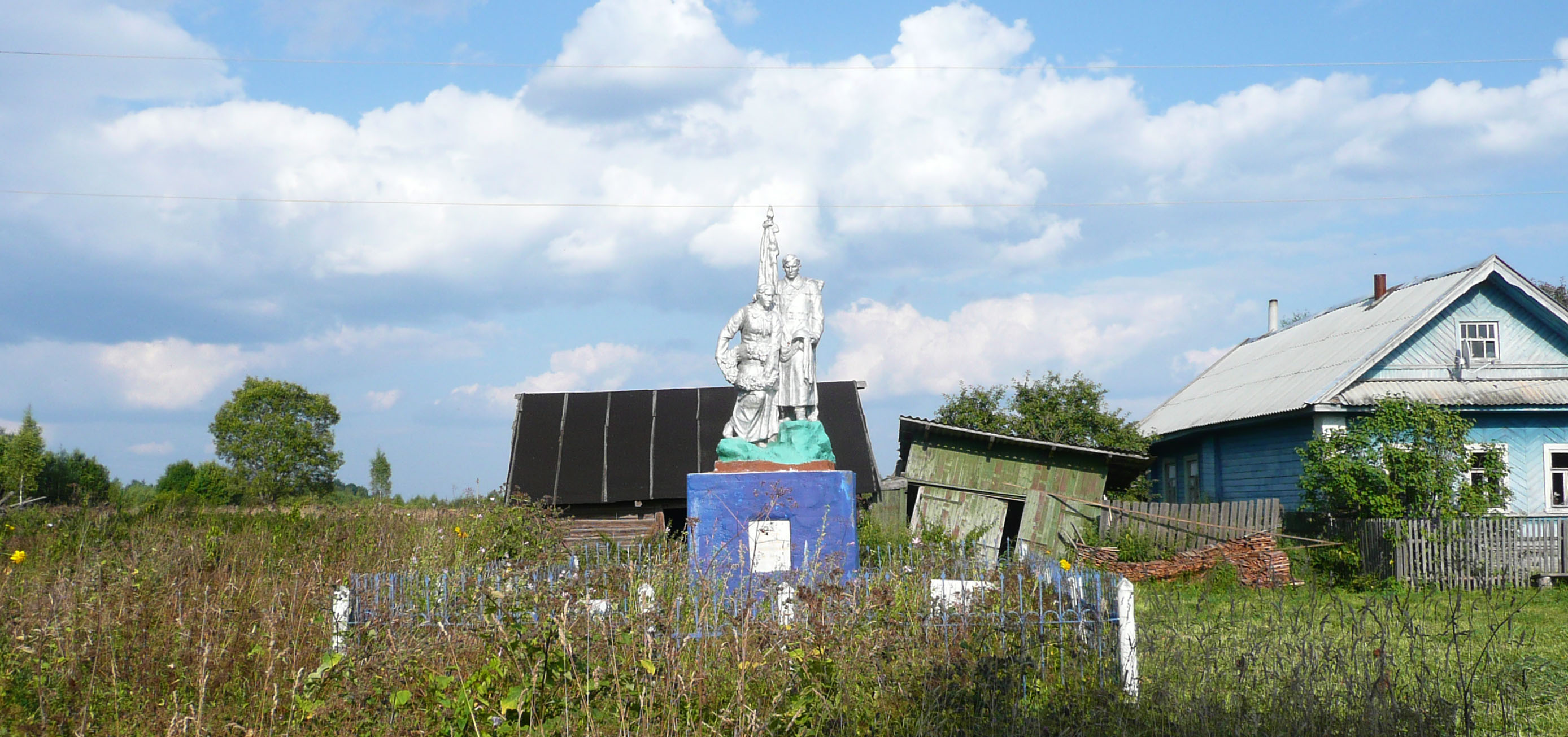
Памятник